# Organisation internationale des femmes sionistes

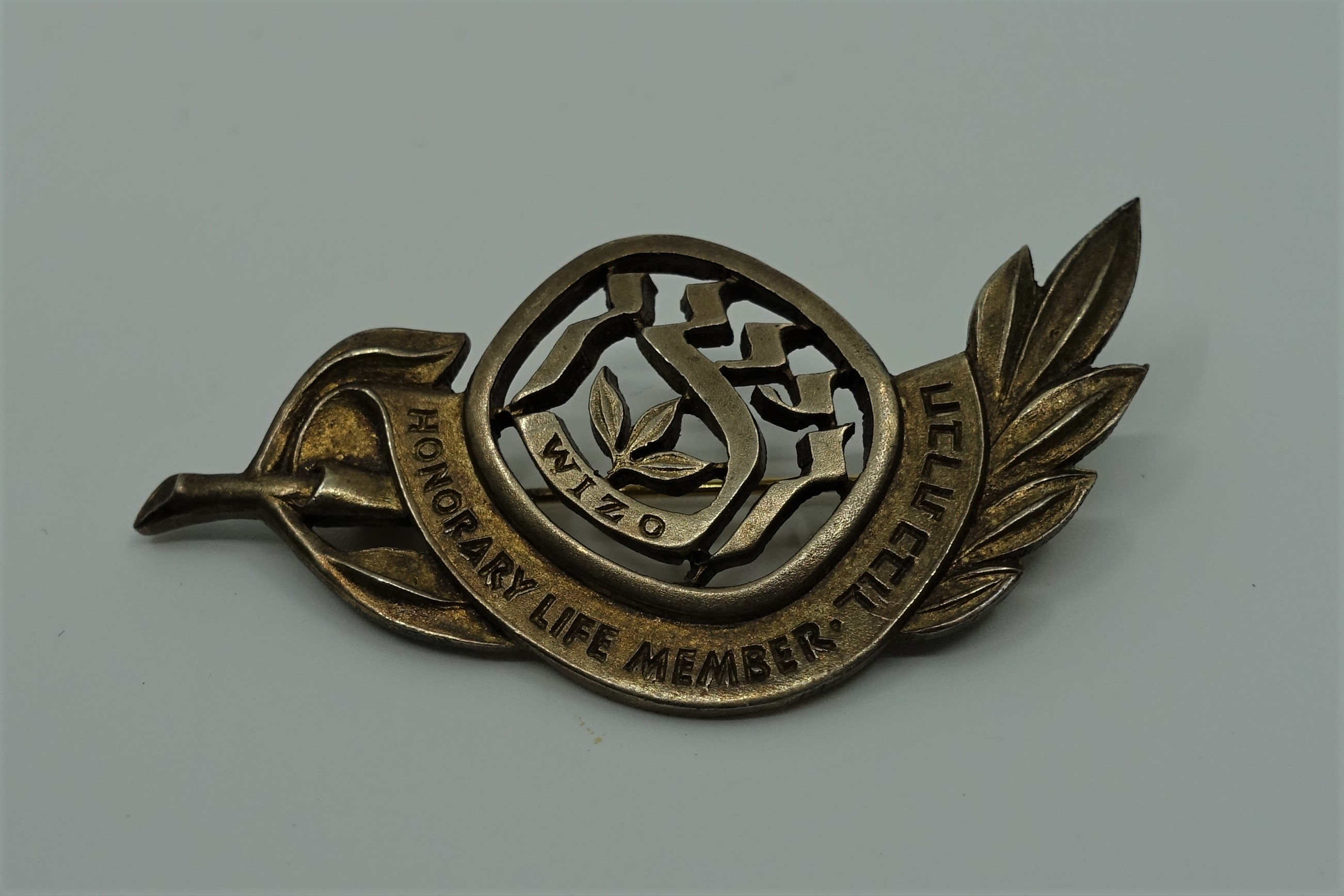
Insigne d'honneur donnée a Betty Halff-Epstein, dans la collection du musée juif de Suisse.

L'Organisation internationale des femmes sionistes (en anglais : Women's International Zionist Organization), plus connue sous le sigle WIZO (en hébreu : ויצו, Vitzo), est une organisation internationale qui œuvre pour la promotion des femmes dans la société juive aussi bien en Israël que dans la diaspora.

## Histoire

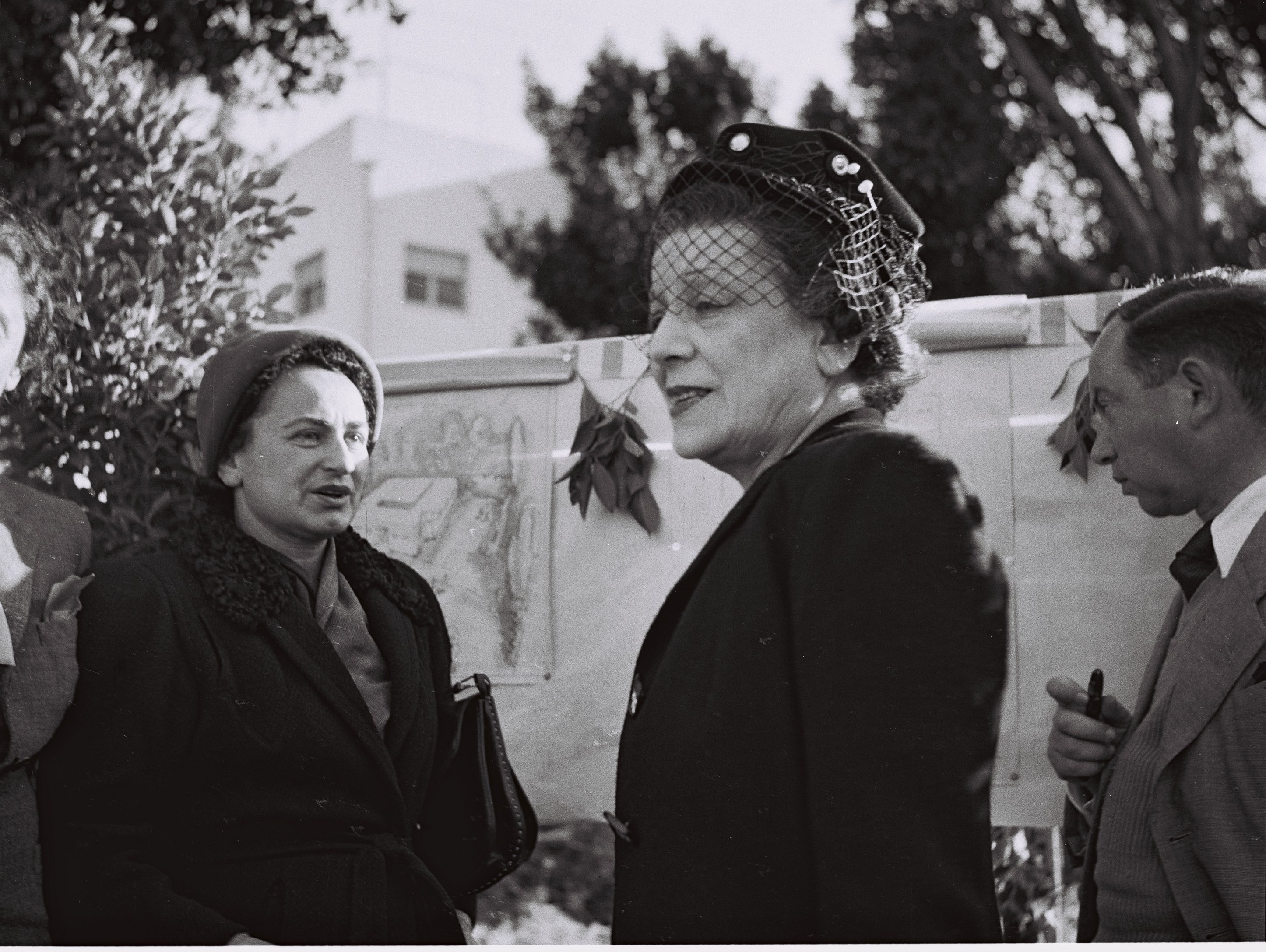
Vera Weizmann visitant une nouvelle crèche WIZO à Rehovot (1946).

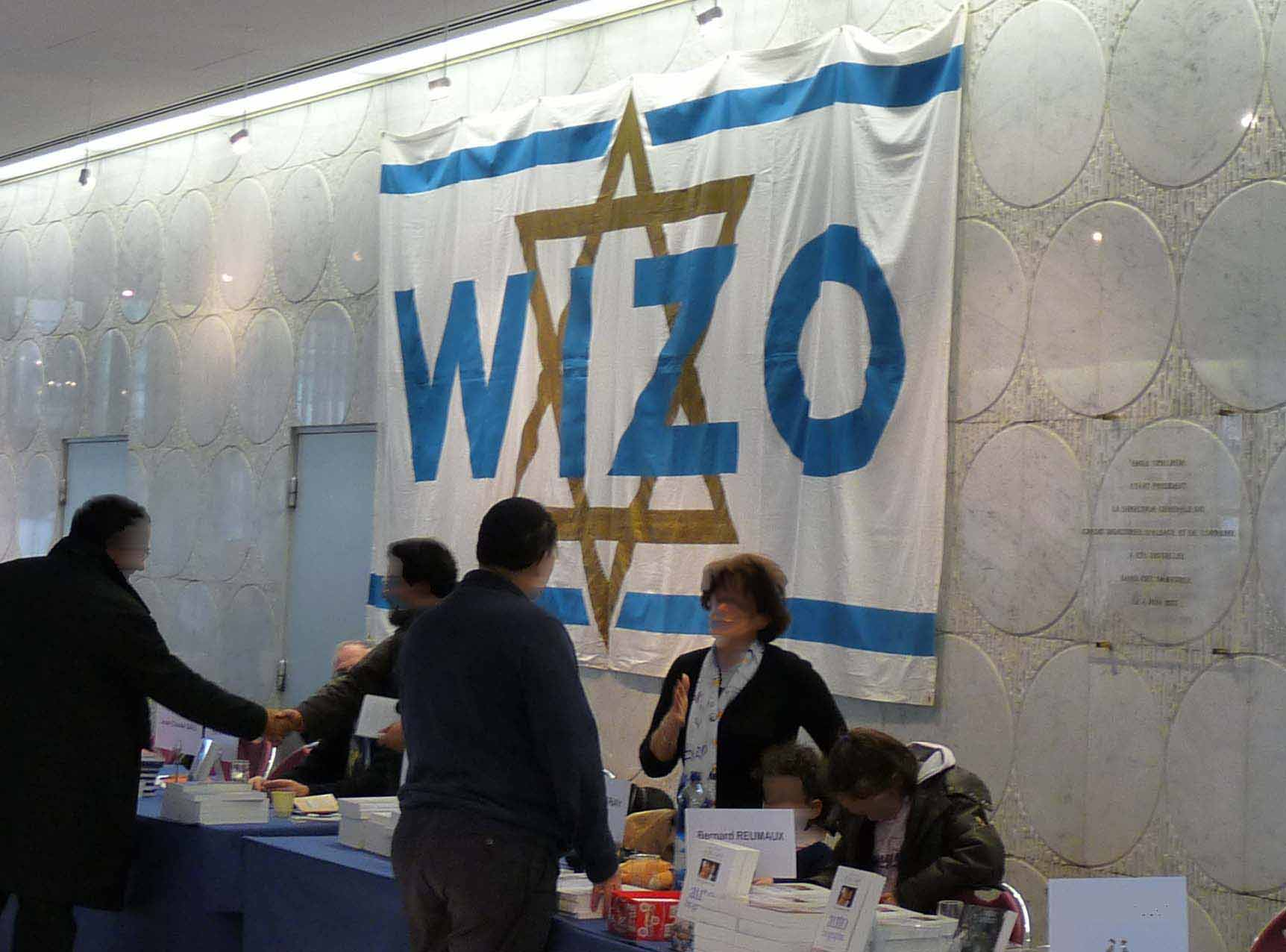
Salon du livre WIZO à Strasbourg (2009).

L'Organisation internationale des femmes sionistes est fondée en Angleterre en 1920 par cinq femmes, Rebecca Sieff, Vera Weizmann (femme du futur premier président d’Israël, Chaim Weizmann), Edith Eder, Romana Goodman et Henrietta Irwell, dans le but d’aider la population juive du nouveau protectorat britannique de Palestine.
Dans les années suivantes, de nombreuses branches de la WIZO sont créées à travers l’Europe. En France, Juliette Stern est la secrétaire générale de l'Union des femmes juives de France pour la Palestine (UFJFPP), qui devient la section française de la WIZO.
La montée du nazisme et le début de la Shoah entraînent leur fermeture ou leur entrée dans la clandestinité. D’autres branches continuent d’ouvrir en Amérique latine.
Après l’indépendance d’Israël en 1948, la WIZO y installe son siège et Rebecca Sieff obtient la présidence internationale. Elle occupe ce poste jusqu’en 1966, date à laquelle elle cède la place à Rosa Ginossar. Depuis, Raya Jaglom et Michal Modai ont occupé ce poste.
Depuis les années 1960, la WIZO a ouvert des filiales aux États-Unis, à Hong Kong, en Hongrie ou encore en République tchèque.

## Activité politique en Israël
L'Organisation internationale des femmes sionistes se présente aux premières élections à la Knesset en 1949. Elle obtient 1,2 % des voix et décroche un siège, confié à Rachel Cohen-Kagan, alors chairwoman de l'Organisation. Elle n’aura plus aucun siège au Parlement depuis lors, bien que Rachel Cohen-Kagan soit à nouveau élue députée en 1961, mais sous la bannière du Parti libéral.